# كلاوديو بيوفيو
كلاوديو بيوفيو (Claudio Beauvue) (16 أبريل 1988 في سان-كلود في فرنسا – )؛ هو لاعب كرة قدم كان يلعب كمهاجم. يلعب مع منتخب جزر غوادلوب لكرة القدم منذ عام 2009.

## وصلات خارجية
- كلاوديو بيوفيو على موقع الاتحاد الأوربي (الإنجليزية)
- كلاوديو بيوفيو على موقع رابطة كرة القدم الفرنسية للمحترفين (الإنجليزية)
- كلاوديو بيوفيو على موقع قاعدة بيانات كرة القدم.إي يو (الإنجليزية)
- كلاوديو بيوفيو على موقع ليكيب (الفرنسية)
- كلاوديو بيوفيو على موقع ناشيونال فوتبول تيمز (الإنجليزية)
- كلاوديو بيوفيو على موقع Soccerbase.com (لاعب) (الإنجليزية)
- كلاوديو بيوفيو على موقع Soccerway.com (الإنجليزية)
- كلاوديو بيوفيو على موقع عالم كرة القدم.نت (الإنجليزية)
- كلاوديو بيوفيو على موقع AS.com (الإسبانية)